# Телези
Те́лези (фин. Tielisi) — деревня в Русско-Высоцком сельском поселении Ломоносовском районе Ленинградской области.

## История
На «Топографической карте окрестностей Санкт-Петербурга» Военно-топографического депо Главного штаба 1817 года упомянута деревня Телези, состоящая из 12 крестьянских дворов.
Деревня Телези из 12 дворов обозначена на «Топографической карте окрестностей Санкт-Петербурга» Ф. Ф. Шуберта 1831 года.

ТЕЛЕЗИ — деревня, принадлежит государю великому князю Константину Николаевичу, число жителей по ревизии: 25 м. п., 31 ж. п. (1838 год)

В пояснительном тексте к этнографической карте Санкт-Петербургской губернии П. И. Кёппена 1849 года она записана как деревня Telesi (Телези, она же Агакуля, Лемполева, Геликази), а также указано количество её жителей на 1848 год: савакотов — 33 м. п., 44 ж. п., всего 77 человек. Ингерманландцы относились к лютеранскому приходу Хиетамяки.

ТЕЛЕЗИ — деревня Шунгоровского приказа, по просёлочной дороге, число дворов — 11, число душ — 30 м. п. (1856 год)

Согласно топографической карте 1860 года деревня Телези насчитывала 12 дворов и харчевню.

ТЕЛЕЗИ — деревня Павловского городового правления, при колодцах, число дворов — 11, число жителей: 33 м. п., 31 ж. п. (1862 год)

- План деревни Телези. 1885 год

Согласно карте 1885 года деревня называлась Телизи и состояла из 23 дворов.
В конце XIX — начале XX века деревня административно относилась к Константиновской волости 1-го стана Петергофского уезда Санкт-Петербургской губернии. По приходским данным население деревни было исключительно финским.
С 1917 по 1923 год деревня Телези входила в состав Высоцкого сельсовета Шунгоровской волости Петергофского уезда.
С 1919 года в составе Телезского сельсовета Стрелино-Шунгоровской волости.
С 1922 года в составе Кипено-Ропшинской волости.
С 1923 года в составе Ропшинской волости Троцкого уезда.
Согласно данным переписи населения СССР 1926 года в деревне Телези Чухонско-Высоцкого сельсовета проживали 233 человека — большинство финны, а также русские.
С 1924 года в составе Русско-Высоцкого сельсовета.
С 1927 года в составе Урицкого района.
В 1928 году население деревни Телези также составляло 233 человека.
С 1930 года в составе Ленинградского Пригородного района.
- План деревни Телези. 1931 год

Согласно топографической карте 1931 года деревня насчитывала 51 двор.
По данным 1933 года деревня Телези подчинялась Русско-Высоцкому сельсовету Ленинградского Пригородного района.
С 1936 года в составе Красносельского района.
В годы Великой Отечественной войны была захвачена немецкими войсками и превращена в укрепрайон. Деревня была освобождена от немецко-фашистских оккупантов 21 января 1944 года. Первыми в Телези ворвались танки лейтенанта А. С. Мнацаканова В ходе боя в деревне погибло до 300 немецких солдат и офицеров, уничтожено 18 дзотов, 17 орудий, 12 миномётов и 20 пулемётов.
С 1955 года в составе Ломоносовского района.
С 1963 года в составе Гатчинского района.
С 1965 года вновь в составе Ломоносовского района. В 1965 году население деревни Телези составляло 260 человек.
В 1966 году деревня Телези находилась в составе Руссковысоцкого сельсовета.
По данным 1973 и 1990 годов деревня Телези входила в состав Русско-Высоцкого сельсовета Ломоносовского района.
В 1997 году в деревне Телези Русско-Высоцкой волости проживали 78 человек, в 2002 году — 104 человека (русские — 88 %).
В 2007 году в деревне Телези Русско-Высоцкого СП — 103 человека.

## География
Деревня расположена в юго-восточной части района в месте примыкания к автодороге А180 (E 20) «Таллинское шоссе» автодороги 41К-630 (подъезд к дер. Телези), к востоку от административного центра поселения села Русско-Высоцкое.
Расстояние до административного центра поселения — 2 км.
Расстояние до ближайшей железнодорожной станции Красное Село — 7 км.

## Демография
| 1862 | 2002 | 2007 | 2010 | 2017 |
| ---- | ---- | ---- | ---- | ---- |
| 64   | ↗104 | ↘103 | ↗324 | ↘231 |

## Инфраструктура
С 2012 года газифицирована.
В деревне имеется православный храм.

## Достопримечательности
- Бутовые каменоломни[29]

## Улицы
Берёзовая, Гатчинская, Звёздная, Зелёная, Земская, Лесной переулок, Липовая аллея, Ломоносовская, Можайский переулок, Парковая, Полевая, Сосновая, Цветочная.